# Pollia papuana
Pollia papuana är en himmelsblomsväxtart som beskrevs av Henry Nicholas Ridley. Pollia papuana ingår i släktet Pollia och familjen himmelsblomsväxter. Inga underarter finns listade.